# Sekst Pompej
Sekst Pompej (Sextus Pompeius Magnus Pius, 67. pr. Kr. - 35. pr. Kr.) je bio rimski vojskovođa iz doba kraja Republike, poznat kao sin Pompeja i posljednji optimatski vođa koji je pružao organizirani otpor Cezaru i njegovim nasljednicima.
Kada je godine 49. pr. Kr. neprijateljstvo njegovog oca i Cezara preraslo u građanski rat, mladi Sekst se ispočetka nije u njega uključio nego ostao u Rimu pod nadzorom majke Kornelije Metele. Nakon što je Pompej godine 48. pr. Kr. izgubio bitku kod Farsala, Sekst i Kornelija su mu se pridružili u kratkotrajnom egzilu na Lezbosu, ali ga nisu pratili u Egipat gdje je nedugo potom ubijen. Sekst se poslije toga priključio bratu Gneju i drugim pompejancima koji su organizirali otpor Cezaru u Africi. Sekst je poslije organizirao pompejansko uporište na Balearima. Nakon poraza pompejanaca kod Tapsa, Gnej mu se pridružio na Balearima te su zajedno digli pobunu protiv Cezara u Hispaniji, koju su cezaristi ugušili u bitci kod Munde 17. ožujka 45. pr. Kr. Nedugo nakon nje Gnej je uhvaćen i pogubljen, ali se Gnej uspio skloniti na Siciliju gdje se ispočetka izdržavao piratstvom.
Ubojstvo Cezara 15. ožujka 44. pr. Kr., međusobni sukobi cezarovaca te Oslobodilački građanski rat su Sekstu omogućili neometano sagraditi vojsku i flotu na Siciliji s kojom će se poslije suprotstaviti Drugom trijumviratu. Iako nije mogao ugroziti trijumvire, uz pomoć admirala Manasa je 40. pr. Kr. preoteo Sardiniju od Oktavijanove vlasti. Suočen s problemima kao što je Fulvijin rat, ali i nastojanju pomoći Marku Antoniju u sukobu s Partskim Carstvom, Oktavijan je u Mizenu sa Sekstom sklopio mir, priznavši mu vlast nad Sicilijom.
Taj je dogovor međutim, bio krakotrajan. Suočen s kvarenjem odnosa s Antonijem, Oktavijan je nastojao riješiti sicilijanski problem. Godine 37. pr. Kr. je pokrenut novi pohod na Siciliju, koji nije imao uspjeha sve dok na čelo Oktavijanove flote nije stao daroviti Marko Agripa. On je u bitci kod Nauloha  36. pr. Kr. porazio Pompejevu flotu. Pompej se sklonio u Malu Aziju.
Godine 35. pr. Kr. je uhićen u Miletu gdje ga je Marko Ticije, Antonijev pomoćnik, dao pogubiti bez suđenja. Taj je čin Oktavijan rabio u promidžbene svrhe protiv Antonija u doba rata Istoka i Zapada.

## Vanjske poveznice
- Sextus Pompey Životopis na unrv.com
- Novci Seksta Pompeja